# Ривош, Яков Наумович
Я́ков Нау́мович Ри́вош (24 января 1908, Санкт-Петербург — 11 декабря 1973, Москва) — советский художник кино, автор истории материальной культуры России рубежа XIX—XX веков.

## Биография
Родился 11 (24) января 1908 года в Санкт-Петербурге в семье 2-й гильдии купеческого сына Нахмана-Исаака Иосифовича Ривоша. Семья жила на Петергофском проспекте, № 19—31, где у его деда был магазин аптекарских товаров. Детские годы провёл в Режице, откуда происходила семья, а во время Первой мировой войны в 1915 году им как беженцам из прифронтовой полосы было разрешено вновь поселиться в Петрограде. Окончил среднюю школу в 1926 году. Мечтая стать архитектором, из-за перенесённой болезни не поступил в Академию художеств, зато попал на высшие курсы искусствоведения в Ленинградском институте истории искусств. С 1927 года учился в мастерской Б. Савинского. Окончил киноотделение курсов в марте 1930 года.
По рекомендации Юрия Тынянова в 1927 году работал помощником художника Евгения Енея на съёмках фильма «С. В. Д.». Увлёкшись кино, в дальнейшем самостоятельно работал на киностудиях «Союздетфильм», «Ленфильм», Киевской киностудии, творческом объединении «Экран».
В период 1935—1960-х годов он также успел поработать для эстрады и цирка, был даже оформителем витрин.
На протяжении всей творческой биографии Ривоша отличало тщательное отношение к деталям. Собранная им, описанная и структурированная коллекция фотографий и иллюстраций людей разных профессий и сословий в дальнейшем послужила основой для множества проектов, в том числе театральных. Замысел отдельного издания возник у художника в 1956 году во время работы над фильмом «В дни Октября», хорошо знакомый с трудами Ривоша Виктор Шкловский ходатайствовал за автора истории материальной культуры и даже намеревался выступить редактором книги. Но прижизненное издание не было осуществлено. 
Яков Наумович Ривош был прекрасным художником кино. Его эскизы костюмов и декораций представляли собой одновременно и произведения искусства и плод досконального научного исследования. С помощью их воскрешались на экране страницы истории.Из послесловия Виктора Шкловского к книге «Время и вещи», 1990

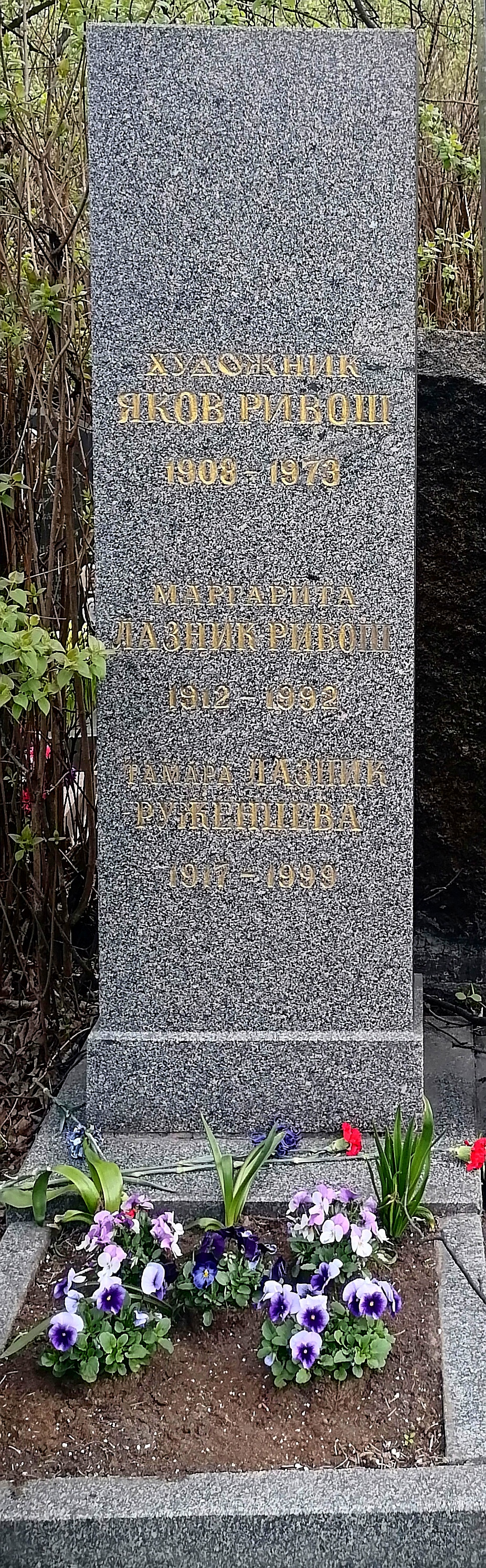
Могила Я. Н. Ривоша
на Новом Донском кладбище

Автор статей «Художник в кино», «Из воспоминаний об Игоре Савченко», рассказа «Первое покрывало». Член Союза кинематографистов СССР. 
Скончался 11 декабря 1973 года. Похоронен в Москве на Новом Донском кладбище (участок № 4).
Посмертные выставки, на которых были представлены более ста эскизов декораций, костюмов и портретов художника, состоялись в 1974 году в Киеве, Ленинграде и Москве.
Подготовленные художником материалы из его архива «Время и вещи» изданы в 1990 году его женой и её сестрой.

### Семья
- отец — Нахман-Исаак Иоселевич Ривош (? — ?)[21];
- мать — В. Я. Ривош (? —1950)[22];
- жена — Маргарита Давыдовна Лазник-Ривош (1912—1992), гид-переводчик[19][23];
- троюродный брат — Урия Езекиилович Ривош, инженер-турбостроитель.

## Фильмография
- 1936 — Дети капитана Гранта (совместно с В. Баллюзеком)
- 1937 — Остров сокровищ (совместно с С. Козловским)
- 1937 — Волочаевские дни (совместно с И. Заблоцким)
- 1939 — Юность командиров
- 1940 — Концерт на экране (совместно с С. Манделем)
- 1941 — Богдан Хмельницкий (совместно М. Солохой и Е. Ганкиным)
- 1945 — Зигмунд Колосовский (совместно М. Солохой и Е. Ганкиным)
- 1954 — Два друга (художник по костюмам)
- 1956 — Игнотас вернулся домой
- 1958 — В дни Октября (художник по костюмам)
- 1959 — Достигаев и другие
- 1961 — Две жизни (художник по костюмам)
- 1964 — Верьте мне, люди (художник по костюмам совместно с Н. Пановой)
- 1964 — Обыкновенное чудо (художник по костюмам совместно с М. Софоновой)
- 1967 — Комиссар (художник по костюмам)
- 1970 — Баллада о Беринге и его друзьях (художник по костюмам)
- 1972 — Печки-лавочки (художник по костюмам)
- 1973 — Всадник без головы (совместно с Г. Мекиняном)
- 1975 — Вариант «Омега»

## Награды
- почётная грамота Министерства культуры СССР (1961) — за работу по оформлению фильма «Две жизни»[24].

## Комментарии
1. ↑  В издании Кино. Энциклопедический словарь (1987) в имени художника вероятно допущена опечатка, в указанные годы в Ленинграде преподавал В. Савинский.